# Gnophos signata
Gnophos signata är en fjärilsart som beskrevs av Ludwig Osthelder 1931. Gnophos signata ingår i släktet Gnophos och familjen mätare. Inga underarter finns listade i Catalogue of Life.